# Lamont (Wisconsin)
Lamont – miasto w Stanach Zjednoczonych, w stanie Wisconsin, w hrabstwie Lafayette.